# FC Wacker Innsbruck
FC Wacker Innsbruck was een Oostenrijkse voetbalclub uit de stad Innsbruck. De club kwam eerst tot stand in 1915 en verdween voorgoed in 2002 na een fusie met het bankroet gegane FC Tirol Innsbruck en bestaat nu als FC Wacker Tirol, die in 2007 de naam veranderde in Wacker Innsbruck.

## Geschiedenis

### Oprichting en voorlopig einde als FC Sturm
De geschiedenis van voetbal in Tirol begon al in 1905 met de oprichting van Fußball Innsbruck. Zo'n 10 jaar later richtten Jakob Hanspeter, Benedikt Hosp, Josef Leitner, Josef Albrecht en nog enkele anderen die niet bekend zijn, een nieuwe club op Wacker Innsbruck, met officiële oprichtingsdatum 4 februari 1915. De Clubkleuren waren zwart-groen. De Eerste Wereldoorlog zorgde er echter voor dat het voetbal in Tirol stil kwam te liggen. De club was medeoprichter van de Tiroler voetbalbond en op 18 september 1920 speelde de club de eerste wedstrijd in deze competitie tegen Rapid Innsbruck (1-1). In 1922 werd Wacker laatste, om de degradatie te vermijden fuseerde Wacker met Rapid en werd zo FC Sturm Innsbruck. Ondanks een 3de plaats in 1923 werd de club opgeheven wegens onenigheden tussen het bestuur en de spelers.

### Heroprichting en Tirolercompetitie
Datzelfde jaar werd de club heropgericht met opnieuw de naam FC Wacker Innsbruck en in het seizoen 1924/25 werd Wacker toegelaten tot de Tiroler 2de klasse en nam de club het Tivolistadion in gebruik. In 1926 promoveerde de club naar de 1ste klasse. In de beker van Tirol speelde Wacker de finale tegen Innsbrucker AC, het werd 1-1 en er kwam geen replay maar beide clubs werden als winnaar uitgeroepen. Degradatie kwam er in 1936 maar na één seizoen keerde Wacker terug naar de Tiroler A-klasse. Intussen werd Oostenrijk door Duitsland geannexeerd en werd de Kreisliga de hoogste klasse in Tirol. In 1941 werd de club kampioen, al wordt deze titel niet officieel erkend door de Tiroler voetbalbond. Twee jaar later degradeerde de club echter

### Naoorlogse successen en promotie naar de hoogste klasse
Na de Tweede Wereldoorlog werd in 1946 een verkorte competitie gespeeld waaraan Wacker echter niet kon deelnemen omdat de club te weinig spelers ter beschikking had. Voor het seizoen 1946/47 schreef de club zich weer in voor de 2de klasse en haalde meteen de titel. Wacker werd echter meteen weer naar de B-klasse Innsbruck verwezen na een 10e plaats. In 1949 werd opnieuw de titel behaald en speelde tot 1953 in de A-klasse van de stad Innsbruck, daarna promoveerde de club naar de Tiroler Landesliga waar in 1958 de titel behaald werd en zo promoveerde Wacker naar de Arlbergliga, een 2de klasse in de Oostenrijkse competitie. Na een 3de plaats in 1960 werd de club voor het eerst kampioen van Tirol. Ook in 1961 en 1962 werd deze titel behaald. In 1964 werd Wacker kampioen van de Regionalliga West en promoveerde zo voor het eerst naar de hoogste klasse van Oostenrijk, de Staatsliga A.

### De weg naar de eerste landstitel
Na 2 goede seizoen werd Wacker in 1967 en 1968 vicekampioen achter Rapid Wien. Het volgende seizoen werd voor het eerst de kwartfinale van de beker bereikt. In 1970 won de club zelfs de beker in de finale tegen Linzer ASK met 1-0. In de Europacup werd in de 1/8ste finale de thuiswedstrijd gewonnen tegen het almachtige Real Madrid, in Madrid leek het tot 15 minuten voor het einde dat de kwalificatie binnen was maar met 2 late doelpunten sloeg Real de droom van Wacker stuk.
In 1971 moesten de grote clubs uit Wenen toekijken hoe de titelstrijd ging tussen Wacker en Austria Salzburg. Aan de winterstop stond Salzburg aan de leiding maar op het einde van het seizoen greep Wacker de macht. Op 19 juni 1971 won de club met 2-4 tegen SC Wacker Wien (meteen ook de laatste wedstrijd van deze club die fuseerde en verdween) en werd zo kampioen. Bij de terugkomst van de spelers in Innsbruck wachtten duizenden fans hen op en werd er tot in de vroege uurtjes gefeest in de stad.

### Verbond met WSG Wattens
Op 20 juli 1971 besloot het bestuur van Wacker en dat van WSG Wattens (ook een eersteklasser) om de handen ineen te slaan en zo kwam de fusieclub SpG Swarovski Wattens-Wacker Innsbruck tot stand. De club werd meestal SSW Innsbruck (Spielgemeinschaft Swarovski Wacker Innsbruck) genoemd. In de jaren zeventig was de club de sterkste van heel Oostenrijk en won 4 keer de landstitel en evenveel keer de beker. Ook de Mitropacup werd 2 keer binnen gehaald. In 1975 trof de club Boedapest Honvéd SE in de finale en won met 3-1 thuis en 1-2 in Boedapest. Het volgende seizoen was het Joegoslavische Velez Mostar de tegenstander en SSW won 2 keer met 3-1. In 1978 werd ook een eerste succes geboekt in de Europacup I, FC Basel en Celtic FC werden opzij geschoven, maar in de kwartfinale was het Duitse Borussia Mönchengladbach te sterk.
Het volgende seizoen kwam echter de ontnuchtering, een sterk afgezwakt SSW degradeerde voor het eerst naar de 2de klasse. In 1981 promoveerde de club terug en werd 3de. In 1982 en 1983 werd de bekerfinale bereikt maar de club verloor telkens met duidelijk cijfers van respectievelijk Rapid en Austria Wien. De economische status van de club werd alsmaar slechter en het profvoetbal stond op de helling.

### Nieuwe start in voetbalkelder
In 1983 besloten Wacker en WSG Wattens hun wegen te scheiden en verbraken de fusie. In 1986 werd FC Swarovski Tirol opgericht die de eersteklasseplaats van Wacker overnam en ook het grootste deel van het elftal. FC Wacker Innsbruck begon opnieuw in de kelder van de competitie. Ondanks het lage niveau werden toch goede Tirolerspelers aangetrokken om voor de club te spelen. Wacker was te sterk voor de kleine amateurclubs en won vaak met monsterscores, 19-0 tegen Igsl was de topscore. Promoties volgden elkaar snel op en in 1990 speelde de club in de 2. Landesliga West. In 1991 promoveerde de club naar de Tiroler Liga (5de klasse). In het voorjaar van 1992 werd bekend dat Wacker de lste klasselicentie van Swarovski Tirol overnam nadat deze club opgeheven werd. Het toenmalige team bleef ook nog verder voetballen in de Regionalliga Tirol.

### Laatste seizoen in de Bundesliga
Na 6 jaar keerde de club dus terug op het hoogste niveau. Voorzitter Fritz Schwab haalde Branko Elsner terug naar de club, hij trainde ook al in de jaren zeventig met de club. De Daniel Swarovski Corporation was opnieuw de sponsor van de club. De clubnaam luidde dan ook FC Wacker Swarovski Innsbruck. In de competitie werd de 5de plaats behaald en ook de beker werd binnen gehaald na een 3-1 zege tegen Rapid. In de supercup nam de club het op tegen Austria Wien en speelde eerst gelijk 1-1, maar in de remise won Austria met 1-3. Na politieke druk werd de profafdeling van de club afgescheiden en ging verder als FC Tirol Innsbruck, het amateurelftal speelde weer gewoon verder in de Regionalliga Tirol.

### Weer een nieuwe start en de ondergang
In 1994 werd de 2de plaats veroverd in de Regionalliga. Toch viel de overgang van profclub naar amateurclub zwaar, in de beker trad de club aan als titelverdediger maar werd in de 2de ronde uitgeschakeld door FC Kufstein met 0-8. De volgende jaren ging Wacker sportief nog meer achteruit en degradeerde. Het doel van de club werd van promotie veranderd naar behoud. In 1998 werd Wacker 15de maar koos voor een vrijwillige degradatie naar de 2de klasse van Tirol. In de zomer van 1999 fuseerde de club met de amateurs van FC Tirol en zo was Wacker geschiedenis.

### Wacker Tirol
Na het faillissement van FC Tirol in 2002 wilde men Wacker Innsbruck nieuw leven inblazen. Fußballclub Wacker Innsbruck - Abkürzung: FC Wacker Innsbruck werd als officiële naam geregistreerd. In oktober 2006 werd beslist om samen met FC Wacker Tirol dezelfde weg in te gaan en vanaf 2007/08 komt FC Wacker Innsbruck weer tot leven.

## Erelijst
- Landskampioen 5x

1971, 1972, 1973, 1975, 1977
- ÖFB Pokal 6x

Winnaar: 1970, 1973, 1975, 1978, 1979, 1993
Finalist: 1976, 1982, 1983
- Mitropacup 2x

Winnaar: 1975, 1976
- Oostenrijkse Supercup

Finalist: 1993

## In Europa
FC Wacker Innsbruck speelde sinds 1968 in diverse Europese competities. Hieronder staan de competities en in welke seizoenen de club deelnam. De edities die Wacker heeft gewonnen zijn dik gedrukt:
- Europacup I (5x)

1971/72, 1972/73, 1973/74, 1975/76, 1977/78
- Europacup II (4x)

1970/71, 1978/79, 1979/80, 1983/84
- UEFA Cup (5x)

1974/75, 1976/77, 1984/85, 1985/86, 1992/93
- Jaarbeursstedenbeker (1x)

1968/69
- Mitropacup (3x)

1970, 1975, 1976